# Marcus Furius Crassipes
Marcus Furius Crassipes († nach 173 v. Chr.) war ein im späten 3. und frühen 2. Jahrhundert v. Chr. lebender Politiker der römischen Republik. Er amtierte 187 v. Chr. und 173 v. Chr. als Prätor.

## Leben
Marcus Furius Crassipes entstammte dem altrömischen Patriziergeschlecht der Furier. Er ist vielleicht mit jenem vom römischen Geschichtsschreiber Titus Livius erwähnten Gesandten Marcus Furius identisch, der von Marcus Aurelius 201 v. Chr. aus Makedonien zum Senat geschickt wurde. Ferner könnte er mit jenem Marcus Furius identisch sein, der 200 v. Chr. als Legat des Prätors Lucius Furius Purpureo in der Provinz Gallia cisalpina diente, sowie mit jenem Militärtribun, der in der Vaterstadt seines Geschlechts, Tusculum, dem Mars und der Fortuna Weihgeschenke stiftete.
Ab 194 v. Chr. gehörte Crassipes drei Jahre lang einem dreiköpfigen Gremium zur Gründung einer Kolonie (Triumvir coloniae deducendae) bei den Bruttiern an. In dieser Eigenschaft legte er 192 v. Chr. auf dem Gebiet der süditalienischen Stadt Vibo Valentia eine aus 3700 Infanteristen und 300 Reitern bestehende latinische Kolonie an. 187 v. Chr. wurde er zum Prätor der Provinz Gallia cisalpina ernannt und entwaffnete, um sich einen Vorwand für einen Krieg zu verschaffen, grundlos den Volksstamm der Cenomanen. Diese führten daraufhin vor dem Senat Klage gegen ihn, die als berechtigt anerkannt wurde. Der Konsul Marcus Aemilius Lepidus ordnete daraufhin an, dass Crassipes den Cenomanen ihre Waffen wieder auszuliefern, die Provinz zu verlassen und eine Geldstrafe zu zahlen hatte. Möglicherweise war Crassipes aufgrund seines widerrechtlichen Vorgehens gegen die Cenomanen einer jener drei Männer, die später (179 v. Chr.) von Marcus Aemilius Lepidus – als dieser als Zensor fungierte – aus dem Senat ausgeschlossen wurden. Dies würde jedenfalls erklären, warum er 173 v. Chr. erneut als Prätor amtierte, wobei er als Provinz Sizilien erhielt, und nicht das höchste Staatsamt, das Konsulat, erreichte.